# 412 f.Kr.

## Händelser

### Efter plats

#### Persiska riket
- Perserna under Dareios II ser möjligheten att spela ut en grekisk stadsstat mot en annan och därmed återta kontrollen över de grekiska städern i Mindre Asien, vilka har varit under atensk kontroll sedan 499 f.Kr. Satraperna i Mindre Asien, Tissafernes och Farnabazos, beordras att insamla tribut.
- Spartanerna undertecknar ett avtal om ömsesidig hjälp med Tissafernes. Genom avtalet på Miletos får perserna fullständig frihet i västra Mindre Asien mot att de betalar för sjömän till den peloponnesiska flottan.

#### Grekland
- Alkibiades hjälper till att inleda revolter bland Atens allierade i Jonien, på Mindre Asiens västkust. Han förlorar dock spartanernas förtroende och retar deras kung Agis II. Därför flyr han till den persiske satrapen Tissafernes hov. Alkibiades råder Tissafernes att dra tillbaka sitt stöd från Sparta, samtidigt som han konspirerar med det oligarkiska partiet i Aten, när Spartas allierade städer bryter sig loss genom ett antal uppror.
- Atenarna röstar för att använda sina sista reserver till att bygga en ny flotta.
- Klazomenai gör uppror mot Aten, men erkänner snart åter Atens överhöghet.

## Födda
- Diogenes, grekisk filosof (död 323 f.Kr.)